# Northvale
Northvale es un borough ubicado en el condado de Bergen en el estado estadounidense de Nueva Jersey. En el año 2010 tenía una población de 4.640 habitantes y una densidad poblacional de 1.364,71 personas por km².

## Geografía
Northvale se encuentra ubicado en las coordenadas 41°0′35″N 73°56′58″O / 41.00972, -73.94944.

## Demografía
Según la Oficina del Censo en 2000 los ingresos medios por hogar en la localidad eran de $72,500 y los ingresos medios por familia eran $81,153. Los hombres tenían unos ingresos medios de $50,901 frente a los $37,563 para las mujeres. La renta per cápita para la localidad era de $28,206. Alrededor del 3.9% de la población estaba por debajo del umbral de pobreza.